# Кастелчикала (Напуљ)
Кастелчикала је насеље у Италији у округу Напуљ, региону Кампанија.
Према процени из 2011. у насељу је живело 21 становника. Насеље се налази на надморској висини од 205 м.